# Johann Carl Haeseler
Johann Carl Haeseler, auch Carl Häseler (* 27. Dezember 1773 in Braunschweig; † 25. Juli 1842 ebenda) war ein deutscher Kupferstecher, Graveur und Radierer sowie Stempelschneider und Medailleur.

## Leben

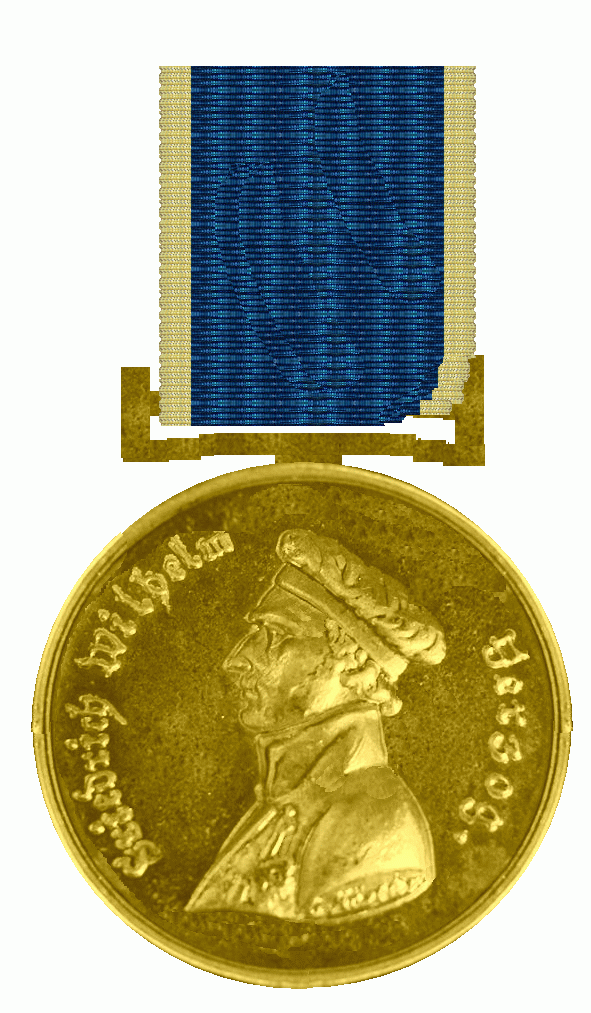
Die Waterloo-Medaille mit dem Brustbild des „Schwarzen Herzogs“. Am Ärmel die Signatur C. Häsler

Haeseler war der Sohn des Gold- und Silberarbeiters Johann Daniel Haeseler. Er stach unter anderem 1794 ein Porträt seines Landesherrn, des Fürsten von Braunschweig-Wolfenbüttel, Karl Wilhelm Ferdinand, Herzog zu Braunschweig und Lüneburg. Im Jahr 1799 wird er als Goldarbeiter bezeichnet, seit 1805 war er laut den Einträgen in den Adressbüchern zunächst als Goldjuwelier und dann als Graveur tätig.
Am 22. Juli 1814 wurde Haeseler zunächst als Gehilfe des Münzgraveurs Georg Heinrich Krull in der Münze zu Braunschweig angestellt. Dort schuf er eine Medaille zum Gedenken an den in der Schlacht bei Quatre-Bras gefallenen Friedrich Wilhelm von Braunschweig-Wolfenbüttel. Zu seinen Werken gehört auch eine Lutherbüste mit Reliefs aus dessen Leben sowie ein Zinnguss für das Reformationsfest 1817.